# Яковлев, Владимир Анатольевич (химик)
Владимир Анатольевич Яковлев (1865—1924) — русский химик и педагог, специалист в области металлографии; один из авторов «Энциклопедического словаря Брокгауза и Ефрона».

## Биография
Владимир Яковлев родился 27 июня 1865 года. 
Получив необходимое образование, с 1894 по 1899 год работал на Охтенских пороховых заводах в качестве  химика-исследователя, где, среди прочего, им было предложено использовать дифениламин в качестве стабилизатора бездымного пороха.
В 1900 году он был назначен заведующим испытательными лабораториями Обуховского сталелитейного завода в Санкт-Петербурге и проработал в этой должности вплоть до октябрьского переворота (по 1918 год). Находясь на посту завлаба В. А. Яковлевым была проведена большая серия металлографических экспериментов для изучения пороков стали и выработки способов борьбы с ними, что в конечном итоге позволило существенно уменьшить количество брака при выплавке продукции. Помимо этого Владимир Анатольевич Яковлев уделял большое внимание повышению износостойкости артиллерийских орудий.
Яковлев являлся одним из инициаторов создания «Русского металлургического общества». Без отрыва от производства преподавал в Михайловской артиллерийской академии.
В 1918 году Яковлев поступил на службу в Главную палату мер и весов (ныне Всероссийский НИИ метрологии имени Д. И. Менделеева), где изучал сплавы используя преимущественно рентгенографический метод.
Яковлев опубликовал ряд исследований связанных с выделением свободной азотистой кислоты, получением жирных аминов и изучением влияния переохлаждения при криоскопических определениях, но наиболее известны его статьи (некоторые в соавторстве с Д. И. Менделеевым) опубликованные в «Энциклопедическом словаре Брокгауза и Ефрона».
Владимир Анатольевич Яковлев умер 21 декабря 1924 года. Похоронен на Литераторских мостках.